# Killian Corredor
Pour les articles homonymes, voir Corredor.
Killian Corredor, né le 4 novembre 2000 à Montpellier, est un footballeur français, qui évolue au poste d'attaquant au SV Darmstadt 98. Killian a réalisé une magnifique saison 2023-2024 au Rodez Aveyron Football auteur de 19 buts et de 6 passes décisives.

## Biographie

### En club
Killian Corredor a joué pour le club d'Onet-le-Château. En 2017, il quitte le Rodez AF pour rejoindre le centre de formation du Toulouse FC. Il participe à la finale de la Coupe Gambardella 2019 perdue contre l'AS Saint-Étienne, et devient le capitaine de l'équipe réserve. En 2021, il n'est pas prolongé par le club toulousain.
Corredor fait alors son retour au Rodez AF. Il fait ses débuts en professionnel le 21 septembre 2021 en Ligue 2 face à l'AJ Auxerre, en remplaçant Florian David à la 68e minute. Il inscrit son premier but le 19 avril 2022 contre l'AS Nancy-Lorraine. Corredor s'impose comme un titulaire de l'effectif ruthénois en cette fin de saison 2022, et marque un but primordial pour le maintien sur la pelouse de Bastia,.
En 2022, il signe son premier contrat professionnel d'une durée de trois saisons en faveur du RAF.
Au cours de la saison 2022-2023, il ne marque qu'un seul but au cours de la phase aller.
Le 15 août 2024, Killian Corredor quitte Rodez et s’engage au SV Darmstadt, en deuxième division allemande.

### Famille
Le père de Killian Corredor, Grégory, a lui aussi joué pour le Rodez AF en National. Son petit frère Morgan, a lui aussi évolué dans équipes de jeunes ruthénoises.

## Statistiques
| Saison                | Club                  | Championnat           | Championnat | Championnat | Championnat | Coupe(s) nationale(s) | Coupe(s) nationale(s) | Coupe(s) nationale(s) | Play-offs | Play-offs | Play-offs | Total | Total | Total |
| Saison                | Club                  | Division              | M.          | B.          | P.d.        | M.                    | B.                    | P.d.                  | M.        | B.        | P.d.      | M.    | B.    | P.d.  |
| 2021-2022             | Rodez AF              | Ligue 2               | 13          | 2           | 1           | 2                     | 0                     | 0                     | -         | -         | -         | 15    | 2     | 1     |
| 2022-2023             | Rodez AF              | Ligue 2               | 38          | 6           | 7           | 6                     | 1                     | 0                     | -         | -         | -         | 44    | 7     | 7     |
| 2023-2024             | Rodez AF              | Ligue 2               | 38          | 12          | 5           | 4                     | 6                     | 1                     | 2         | 1         | 0         | 44    | 19    | 6     |
| Sous-total            | Sous-total            | Sous-total            | 89          | 20          | 13          | 12                    | 7                     | 1                     | 2         | 1         | 0         | 103   | 28    | 14    |
| 2024-2025             | SV Darmstadt 98       | 2. Bundesliga         | 16          | 6           | 2           | 3                     | 0                     | 0                     | -         | -         | -         | 19    | 6     | 2     |
| Total sur la carrière | Total sur la carrière | Total sur la carrière | 105         | 26          | 15          | 15                    | 7                     | 1                     | 2         | 1         | 0         | 122   | 34    | 16    |